# Адаптација (филм)
Адаптација (енгл. Adaptation) је америчка филмска комедија редитеља Спајка Џоунса из 2001. са Мерил Стрип у главној улози. Филм је снимљен по књизи „Крадљивац орхидеја“ америчке списатељице Сузан Орлин. Крис Купер је за своју улогу освојио Оскар за најбољег споредног глумца, док су Стрипова и Кејџ били номиновани за Оскара за споредну, односно главну улогу. Све троје глумаца су за улоге у овом филму освојили Златне глобусе.

## Радња
Године 1992. Џон Ларош и његова супруга су основали расадник биљака на Флориди. Међутим, Ларошова мајка и ујак гину у саобраћајној несрећи, а његова супруга, након што се освестила, подноси захтев за развод. Месец дана касније, ураган Ендру уништава расадник и дом. Лароша, захваљујући свом знању о узгоју и проналажењу орхидеја, ангажују локални Индијанци Семиноле, који користе орхидеје за производњу дроге.
Две године касније, Ларош је заточен у резервату Факахачи. Накнадна тужба привлачи пажњу новинарке Њу Јоркера Сузан Орлеан. Задивљена је страшћу са којом се Ларош одаје орхидејама и жели да о томе напише књигу. Како се упознају, између ње и Лароша се развија романса. Међутим, Сузан је удата, живи у Њујорку и неће се селити.
У међувремену, књига је дата компанији Колумбија Пикчерс на филмску адаптацију. Чарли Кауфман, који је стекао признање након снимања филма Бити Џон Малкович, има задатак да га адаптира за филм. Чарли се гади самим собом, пати од агорафобије и пада у меланхоличну депресију. Његов брат близанац Доналд сели се у Лос Анђелес да живи о његовом трошку. Доналд одлучује да постане сценариста попут Чарлија и похађа семинаре Роберта Мекија. У нади да ће импресионирати продуценткињу Валери Томас, Чарли жели да правилно адаптира књигу, створи нешто ново. Међутим, схвата да не може да ухвати суштину наратива и филмску адаптацију сматра немогућом. Чарли је у ћорсокаку и пролази кроз тешку креативну кризу.
Доналдов сценарио за клише психолошки трилер „Троје (The 3)“ се продаје за пет или шест цифара. За то време, Чарли случајно почиње да пише свој сценарио у самореференци. А када се приближи рок за предају сценарија студију, Чарли одлучује да се нађе на консултацији са Сузан Орлеан у Њујорку. Похађа семинар Роберта Мекија, добија савете и укључује Доналда у структуру приче. Брат чак пристаје да оде на састанак са писцем, представљајући се као Чарли. Доналд је уверен да Сузан лаже и убеђује Чарлија да је прати на Флориду. Тамо Чарли затиче Сузан и Лароша како воде љубав и користе дрогу. Ларош види Чарлија како вири, а Сузан одлучује да га одведе у резерват, убије и закопа.
Оно што следи је потера аутомобилом, Доналдова смрт у саобраћајној несрећи, Ларошова смрт од алигатора и Сузанино хапшење. Чарли има креативну блокаду и смогао је снаге да својој бившој девојци Амелији призна да је још увек заљубљен у њу. После тога, Кауфман одлази, знајући тачно како ће завршити сценарио.

## Улоге
| Глумац         | Улога             |
| -------------- | ----------------- |
| Мерил Стрип    | Сузан Орлин       |
| Николас Кејџ   | Чарли/Доналд      |
| Крис Купер     | Џон Ларош         |
| Брајан Кокс    | Роберт            |
| Тилда Свинтон  | Валери Томас      |
| Меги Џиленхол  | Керолајн Канингем |
| Рон Ливингстон | Мари Боуен        |
| Џуди Грир      | Алис              |